# Celestus warreni
Celestus warreni е вид влечуго от семейство Слепоци (Anguidae). Видът е критично застрашен от изчезване.

## Разпространение
Разпространен е в Доминиканска република и Хаити.